# Evangelische Kirche (Odershausen)

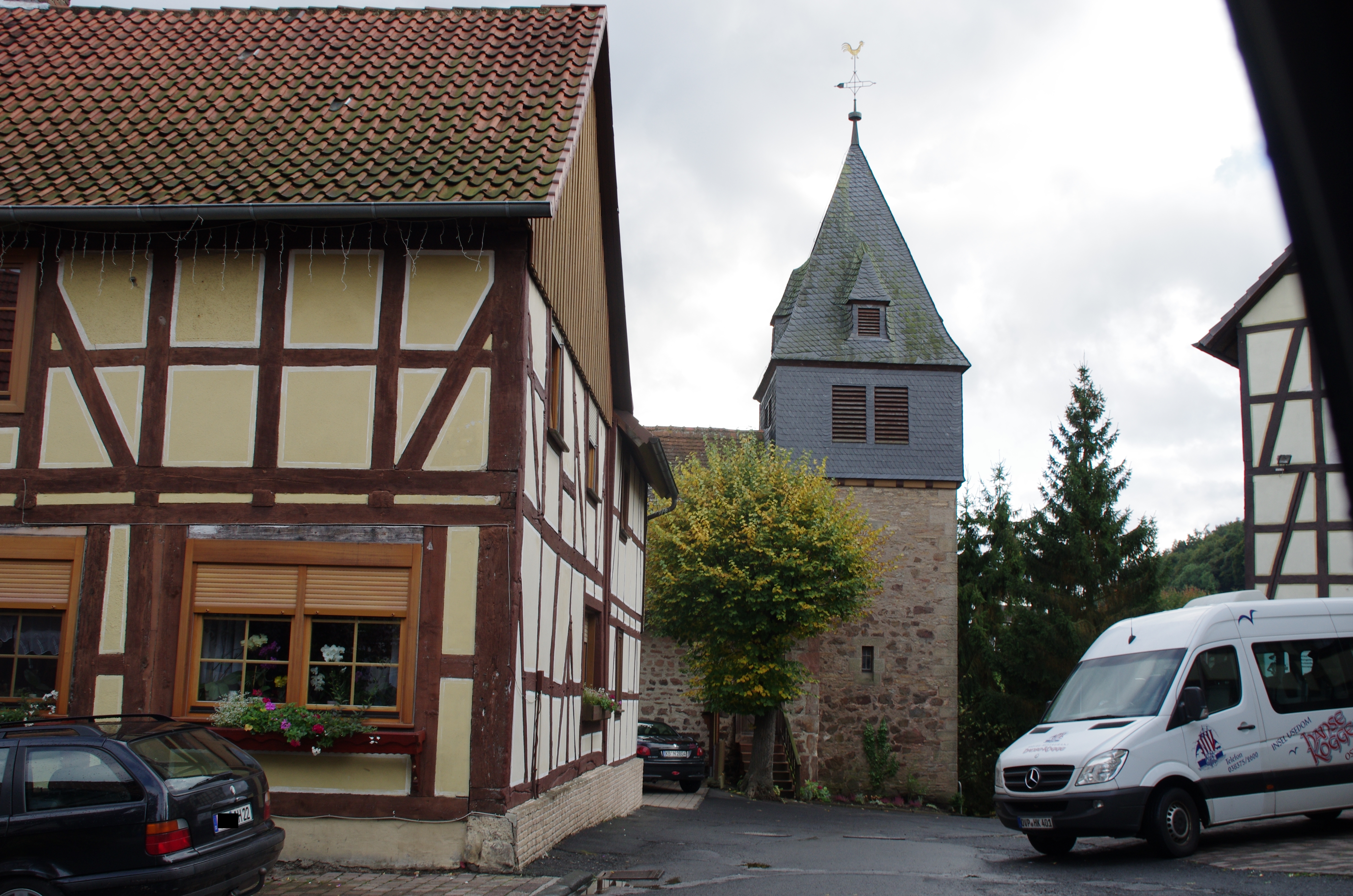
Evangelische Kirche in Odershausen

Die evangelische Kirche Odershausen ist ein denkmalgeschütztes Kirchengebäude in Odershausen, einem Stadtteil von Bad Wildungen im Landkreis Waldeck-Frankenberg in Hessen. Die Kirche gehört zur Kirchengemeinde Wildunger Walddörfer im Kirchenkreis Eder im Sprengel Marburg der Evangelischen Kirche von Kurhessen-Waldeck.

## Beschreibung
Die romanische Saalkirche wurde Ende des 12. Jahrhunderts aus Bruchsteinen gebaut und um 1670 erneuert. Ursprünglich erhob sich aus dem Satteldach des Kirchenschiffs ein Dachreiter. Dieser wurde 1922 entfernt und durch einen Kirchturm ersetzt, der an das Kirchenschiff im Westen angebaut wurde und im unteren Teil das Vestibül bildet. Im schiefergedeckten obersten Geschoss befindet sich hinter den Klangarkaden der Glockenstuhl. Darauf wurde ein steiles Pyramidendach mit Dachgauben gesetzt.
Der Innenraum des Kirchenschiffs ist mit einer Flachdecke überspannt, die von Säulen aus Eichenholz getragen wird. Der mit einem Satteldach bedeckte, eingezogene, quadratische Chor im Osten wurde 1956 eingewölbt. Die Kanzel wurde 1670 gebaut. Das Taufbecken ist aus einem Eichenstamm geschnitzt. Die Orgel von 1855  befindet sich auf der hinteren Empore.